# Туркменбаши (банк)
Государственный коммерческий банк «Туркменбаши» (туркм. Türkmenistanyň “Türkmenbaşy” döwlet täjirçilik banky; ГКБТ «Туркменбаши») — государственный коммерческий банк Туркменистана. Штаб-квартира — в Ашхабаде.

## История

Одно из зданий банка в городе Туркменбаши

История становления и развития Государственного коммерческого банка Туркменистана «Туркменбаши» берет свое начало с 20-х годов XX века. В 1924 году на территории Туркменистана открывается Туркменское отделение Торгово-промышленного банка. В 1928 году все долгосрочное кредитование промышленности и электрохозяйства сосредоточилось в одном банке. Краткосрочные операции Промбанка и Электробанка были переданы Госбанку. Постановлением СНК СССР от 14 февраля 1928 года на базе ОДК В 1958-1959 годах были упразднены конторы Сельхозбанка и других банков, их функции были переданы Государственному банку и Промбанку, переименованному во Всесоюзный банк финансирования капитальных вложений – Стройбанк.
Распад Советского Союза в 1991 году, оказал свое влияние на изменение истории ГКБТ «Туркменбаши». Действовавший ранее «Туркменпромстройбанк» был переименован в Акционерный инвестиционный коммерческий банк «Инвестбанк». «Инвестбанк», один из первых, получил лицензию на проведение операций в национальной и иностранной валюте и лицензию №1 Министерства экономики и финансов Туркменистана на право проведения работы в качестве инвестиционного института, что дало право осуществлять деятельность на рынке ценных бумаг в качестве инвестиционного института с правом работы с гражданами. В таком статусе банк проработал с 1991 года вплоть до 1999 года.
В январе 1999 года АИКБ «Инвестбанк» реорганизован в специализированный государственный коммерческий банк, ориентируемый на финансирование промышленности и промышленной инфраструктуры, с правом обслуживания юридических лиц негосударственного сектора экономики, в том числе предприятий с участием иностранного капитала, а также физических лиц.
В апреле 2000 года Акционерный инвестиционный коммерческий банк «Инвестбанк» был переименован в Государственный коммерческий банк Туркменистана «Туркменбаши».